# Théodore Caruel
Ne pas confondre avec Théodore Caruelle d'Aligny (1798-1871), peintre paysagiste français
Théodore Caruel (né à Chandernagor en 1830 et mort à Florence en 1898) est un botaniste italien.

## Biographie
Né dans les Indes françaises, d'un père français et d'une mère anglaise, il arrive très jeune à Florence où il étudie la botanique à l'université. Il travaille à Milan, puis à Pise où il devient directeur du jardin botanique, avant de revenir à Florence comme directeur du jardin des simples de 1865 à 1895.
Il a collaboré aux Monographiae Phanerogamarum publiées par Anne Casimir Pyrame de Candolle en complément au Prodromus Systematis Naturalis Regni Vegetabilis et a terminé la Flora italiana de Filippo Parlatore.

## Œuvres
- 1860 : Prodromo della flora Toscana
- 1878 : La Morfologia Vegetale
- 1892-1897 : Epitome Florae Europae Terrarumque Affinium
- 1877?-1896 : Flora Italiana (vol. 6-10)